# Agudat Jisra'el
Agudat Jisra'el (hebrejsky: אגודת ישראל‎, Svaz Izraele) je aškenázská religiózní nesionistická izraelská politická strana. V minulosti byla zastřešující stranou všech ultraortodoxních Židů v Izraeli a předtím v britské mandátní Palestině. Jedná se o nejstarší izraelskou religiózní politickou stranu, jejíž původ lze nalézt hnutí Agudat Jisra'el, které bylo založeno v Evropě na počátku 20. století. Po dlouhou dobu vstupovala do parlamentních voleb v Izraeli v alianci se spřízněnou politickou formací Po'alej Agudat Jisra'el. Od voleb v roce 1992 kandiduje společně se stranou Degel ha-Tora v alianci Sjednocený judaismus Tóry. Současným předsedou strany je Ja'akov Licman.
Strana vydává od roku 1950 deník ha-Modia. V minulosti vydávala také deníky ha-Kol a Še'arim.